# Witchcraft (альбом)
Witchcraft — дебютный студийный альбом шведской дум-метал-группы Witchcraft, выпущенный в 2004 году на британском лейбле Rise Above Records. Включает две кавер-версии песен группы Pentagram — это «Please Don’t Forget Me» и «Yes I Do» (вторая присутствует только в японском издании диска). По стилистике альбом близок к психоделическому року 1970-х годов, запись на устаревшее оборудование тех времён усиливает этот эффект.
На обложке — иллюстрация Обри Бёрдсли к роману Томаса Мэлори «Смерть Артура».

## Список композиций
1. «Witchcraft» — 6:00
2. «The Snake» — 2:48
3. «Please Don’t Forget Me» (кавер-версия песни группы Pentagram) — 2:13
4. «Lady Winter» — 2:58
5. «What I Am» — 3:45
6. «Schyssta lögner» — 1:57
7. «No Angel or Demon» — 3:28
8. «I Want You to Know» — 3:16
9. «It’s So Easy» — 3:53
10. «You Bury Your Head» — 4:40
11. «Her Sisters They Were Weak» — 6:00
12. «Yes I Do» (кавер-версия песни группы Pentagram) — 2:34 (Бонус-трек японской версии)[3]

## Участники записи
Jonas Aenésen — ударные
Mats Arnesen — бас-гитара
Магнус Пеландер — гитара, вокал